# Prescott (Kansas)
Prescott és una població dels Estats Units a l'estat de Kansas. Segons el cens del 2000 tenia 280 habitants.

## Demografia
Segons el cens del 2000, Prescott tenia 280 habitants, 109 habitatges, i 58 famílies. La densitat de població era de 470 habitants/km².
Dels 109 habitatges en un 22% hi vivien nens de menys de 18 anys, en un 41,3% hi vivien parelles casades, en un 11% dones solteres, i en un 45,9% no eren unitats familiars. En el 43,1% dels habitatges hi vivien persones soles el 25,7% de les quals corresponia a persones de 65 anys o més que vivien soles. El nombre mitjà de persones vivint en cada habitatge era de 2,03 i el nombre mitjà de persones que vivien en cada família era de 2,78.
Per edats la població es repartia de la següent manera: un 16,8% tenia menys de 18 anys, un 5,4% entre 18 i 24, un 17,9% entre 25 i 44, un 18,2% de 45 a 60 i un 41,8% 65 anys o més.
L'edat mediana era de 53 anys. Per cada 100 dones de 18 o més anys hi havia 72,6 homes.
La renda mediana per habitatge era de 23.462 $ i la renda mediana per família de 33.125 $. Els homes tenien una renda mediana de 20.694 $ mentre que les dones 31.875 $. La renda per capita de la població era de 12.811 $. Entorn del 3,7% de les famílies i el 15,6% de la població estaven per davall del llindar de pobresa.

## Poblacions més properes
El següent diagrama mostra les poblacions més properes.